# Primera guerra messènica
La primera guerra messènica va enfrontar al regne de Messènia i al regne d'Esparta per la possessió de diversos territoris, entre els quals el mont Taíget, que tenien la part occidental de cara a Messènia, i era en mans d'Esparta. Segons les dades que dona Pausànies, va començar l'any 743 aC i va acabar el 724 aC, encara que altres autors diuen que va ser més tard.
La guerra era una continuació de la rivalitat entre els aqueus i els doris que s'havia iniciat quan hi va haver el suposat retorn dels heraclides. Ambdues parts van utilitzar un incident per resoldre el conflicte amb una guerra a gran escala. La guerra es va perllongar durant 20 anys i Esparta en va obtenir la victòria. Messènia va quedar despoblada per l'emigració dels aqueus a altres estats; els que no van emigrar van quedar socialment reduïts a la condició d'hilotes, i els que en descendien van estar sotmesos a aquesta situació durant segles fins que l’Estat espartà els va necessitar per a la seva defensa.

## Orígens de la guerra
Pausànies diu que l'inici de la guerra va ser un atac per sorpresa que van realitzar els espartans a la ciutat d'Amfea sense declaració de guerra ni avís previ en un atac dirigit per Alcàmenes d'Esparta el segon any de la 10a Olimpíada (743 aC). Es van apoderar de la ciutat quan tenia les portes obertes i sense vigilància, i van matar tots els seus habitants, alguns encara al llit i altres als santuaris dels déus i als altars, on s'havien refugiat com a suplicants. Els detalls de la guerra no es coneixen amb seguretat, i Pausànies, que segurament va consultar els documents de les Olimpíades, diu que les seves fonts són el poeta cretenc Rià i Miró de Priene.

### Antecedents
El Peloponnès era territori dels aqueus abans del retorn dels heraclides cap a l'any 1100 aC. Els comandants doris vencedors, que també eren heraclides, es van dividir el Peloponès entre ells. Temen es va quedar l'Argòlida, Cresfontes va prendre Messènia i els fills bessons d'Aristodem, Procles i Eurístenes van ocupar Esparta. L'anterior família governant de Messènia, els Neleides, fills i descendents de Neleu, havien emigrat amb els Atrides, governants de Micenes i Argos, a Atenes. La major part dels aqueus no es van moure del territori.
Els doris van colonitzar Esparta, que en principi només era un petit estat a l'est de la vall central del riu Eurotes. Teras, el germà de la dona d'Aristodem, va actuar com a regent dels seus nebots fins que van assolir la majoria d'edat i després va fundar una colònia a Tera. Mentrestant, els messenis havien acceptat Cresfontes com a rei després de casar-se amb Mèrope, filla de Cípsel, rei d'Arcàdia i van cedir algunes terres a un altre enclavament dori de Messènia. Una mica més tard, les famílies nobles dels aqueus van organitzar una insurrecció, assassinant Cresfontes i tots els seus fills menys un. El més jove, Èpit, era a Arcàdia.
Èpit, quan va arribar a la virilitat, va ser restaurat al tron pel rei d'Esparta (dori), el d'Argos (dori) i el d'Arcàdia (aqueu). A l'aristocràcia messènica se la va convèncer amb regals, excepte els messenis regicides, que van ser executats. Èpit va fundar una dinastia de reis de Messènia, els Epítides i tots els familiars que tenien ascendents dels heraclides van ser eliminats. Els Epítides es van integrar totalment a la cultura aquea. Van recuperar l'antic santuari aqueu (i pelasg) al cim del mont Itome i hi van establir el centre de culte, obligant els doris a utilitzar-lo pels seus sacrificis. Sota el rei Fintas, es van unir al festival anual a Apol·lo a Delos, la festa i el lloc de culte més important dels jonis, els descendents dels aqueus.
Aquesta condescendència cap als aqueus no va agradar als doris que vivien a Messènia. Creien que havien de dominar els aqueus per dret de conquesta. Aquesta perspectiva va ser recolzada per Esparta, que havia mantingut l'enclavament dori a la zona amb èxit, i va aconseguir finalment dominar els aqueus a la vall de l'Eurotes. Els habitants van passar a ser periecs.

### La incursió al temple d'Àrtemis Limnatis
Hi havia una intensa animadversió ètnica entre els doris i els aqueus. Hi va haver un incident violent una anys abans de la Primera guerra messènica, durant un festival al temple d'Àrtemis Limnatis, cap a l'any 768 aC. En aquest any el rei Fintas, considerat dori pels doris, va incloure Messènia en una festa jònica. El temple estava situat a la frontera entre Messènia i Lacònia i només hi assistien els messenis i els laconis. Àrtemis, germana d'Apol·lo, havia estat durant molt de temps una deessa popular entre els grecs micènics.
Pausànies relata dues versions de la història. La versió espartana explica que hi va haver una violació de donzelles verges i es va assassinar al rei espartà de la línia Agíada, Tèlecle. Les festes es feien en terrenys sagrats i els temples eren sagrats a Grècia, i fins i tot les persones perseguides podien refugiar-se en un temple, on estava exclosa la violència. La versió espartana no explica per què els messenis van anar al temple i de sobte van començar a cometre violacions i assassinats en un terreny sagrat. La història explicada pels messenis diu que les «verges» eren soldats imberbes disfressats de dones sota la direcció de Telecle, i que els soldats tenien la intenció d'acabar amb les vides de l'aristocràcia de Messènia. També diuen que com que era un temple aqueu i no dori, els espartans podien no haver considerat les restriccions sobre els llocs sagrats. Els soldats seleccionats per no tenir barba van resultar massa inexperts, i els caps messenis els van vèncer fàcilment i van assassinar el seu comandant. Pausanias diu: «Aquestes són les històries que expliquen els uns i els altres. Creieu-vos una o l'altra segons a quina banda vulgueu estar».

## Causa de la guerra
Una generació després, va esclatar el conflicte entre els messenis i els laconis. La causa immediata va ser un robatori de bestiar. Un messeni distingit, Polícares, que havia obtingut un triomf a la 4a Olimpíada (764 aC) i tenia ramats de vaques, va arrendar algunes terres de pastura a l'espartà Evafne, que es va apoderar dels ramats i els va vendre a uns comerciants. Va anar a veure Polícares i li va dir que uns pirates havien robat les vaques i s'havien emportat també els pastors. Mentre donava explicacions, un dels pastors que s'havia pogut escapar va explicar al seu amo els fets reals. Evafne va demanar disculpes i va dir a Polícares que li donaria els diners producte de la venda si enviava al seu fill amb ell a buscar-los. Quan Evafne i el fill de Polícares van arribar a Esparta, el lladre, sense cap avís el va matar. Quan Polícares ho va saber va anar a Lacedemònia a demanar justícia als reis i als èfors, però no en va obtenir cap satisfacció. Enfurismat i deixant-se portar per la còlera va assassinar tots els lacedemonis que trobava. Els lacedemonis diuen que van iniciar la guerra perquè els messenis no van entregar Polícares, i els messenis deien que no el van lliurar perquè es lacedemonis no havien lliurat Evafne, però que es volien sotmetre a judici davant dels argius, emparentats amb messenis i lacedemonis, davant de la Lliga Amficciònica i al tribunal de l'Areòpag.
Pausànies diu que els motius reals dels lacedemonis per fer la guerra tenien a veure amb la conquesta de les terres fèrtils de Messènia i van aprofitar greuges antics, com ara la mort del rei Telecle i el conflicte de les vaques de Polícares per iniciar-la. No van enviar, com era costum, cap herald per anunciar la guerra als messenis i en secret van preparar una operació d'assalt al territori. Van atacar de nit i per sorpresa la petita ciutat d'Ampheia dirigits per Alcàmenes d'Esparta, fill de Telecle, la van ocupar i la van convertir en la seva base d'operacions per envair Messènia.
L'estiu del 739 aC, al quart any de la guerra, El rei messeni Èufaes va decidir atacar Ampheia. Els lacedemonis des d'aquella ciutat feien incursions per Messènia i encara que no podien ocupar les ciutats enemigues perquè estaven molt ben fortificades, van sofrir pèrdues i no van intentar atacar-les, i saquejaven les collites, però s'abstenien de danyar el territori que ja consideraven seu. Èufaes, per la seva banda va organitzar als messenis en cossos d'exèrcit, obligant a tothom a practicar en l'ús de les armes. Amb grups reduïts saquejava ell també les costes de Lacònia i les terres de cultiu vora les muntanyes. Va entrar en combat diverses vegades amb l'enemic en diverses ocasions, fins que en una batalla, que no va ser decisiva, va vèncer els espartans i els va fer retirar al seu país. Un any després, quan el senat espartà va acusar els soldats de covardia, van fer una segona expedició contra els messenis. Al capdavant de les tropes hi anaven els dos reis, Teopomp i Polidor, juntament amb el general Eurileont. Els messenis van acampar davant de l'exèrcit enemic i quan els espartans van presentar batalla, s'hi van enfrontar. Els lacedemonis eren molt superiors en tècniques de combat i en nombre d'efectius, ja que portaven amb ells als periecs i als driops d'Àsine, i contra la infanteria lleugera dels messenis tenien arquers que eren mercenaris cretencs. Els messenis van mostrar un gran valor, però els lacedemonis eren superiors. Els messenis van veure que la seva situació després de la batalla, on de fet ningú en va sortir guanyador, era desesperada. Les nombroses despeses de la guerra i de les guarnicions que defensaven les ciutats els preocupaven, i a més es va estendre una pesta sobre el país que va deixar molts morts. Van decidir abandonar el seu territori i refugiar-se a Itome, una fortalesa dalt d'una muntanya que van engrandir perquè fos suficient per a tots.

### Final de la guerra
Els messenis, al sisè any de la guerra, van enviar un ambaixador a consultar l'Oracle de Delfos, que els va dir que havien de sacrificar una verge d'estirp reial i que així podrien guanyar la guerra. La filla d'Aristodem, un heroi messeni, va ser escollida per al sacrifici. En saber-ho, els espartans van desistir en continuar la lluita contra Itome durant alguns anys. Aristodem, al cap de cinc anys, va fer una llarga incursió contra els lacedemonis i els va vèncer, i va retornar triomfant a Itome, on va ser proclamat rei de Messènia i va tornar a repoblar les ciutats. Durant tres o quatre anys cada una de les parts va fer incursions al territori enemic, sense que hi hagués cap batalla important. Finalment, els espartans van enviar un ambaixador a Delfos per consultar l'oracle, que els va predir victòria. En un gran enfrontament a la plana, van vèncer els espartans, i el rei Aristodem, entristit per haver mort la seva filla sense haver aconseguit res, va morir o es va suïcidar. Quan arribava la data en què feia vint anys que havien començat les hostilitats, els messenis van fer un últim intent per vèncer els lacedemonis, però en l'enfrontament van morir tots els estrategs messenis i els homes més notables. Aquí va acabar la guerra, el primer any de la 14a Olimpíada (724 aC). Tots els messenis que tenien vincles d'hospitalitat amb Sició i amb Argos i amb ciutats d'Arcàdia van fugir cap aquests territoris, i els que pertanyien a les castes sacerdotals van marxar a Eleusis. La majoria de la gent del poble es va dispersar pel territori. Els espartans van destruir Itome fins als seus fonaments, i van conquerir totes les altres ciutats. Van obligar els messenis a jurar que mai s'aixecarien contra ells, i els van imposar un tribut anual de la meitat de tots els seus productes agrícoles.
Quasi quaranta anys després va començar la Segona guerra messènica.